# Conocybe antipus
Conocybe antipus är en svampart som först beskrevs av Wilhelm Gottfried Lasch, och fick sitt nu gällande namn av Victor Fayod 1889. Conocybe antipus ingår i släktet Conocybe och familjen Bolbitiaceae.  Artens status i Sverige är: Ej påträffad. Inga underarter finns listade i Catalogue of Life.